# Опсада Сен Дизјеа
Опсада Сен Дизјеа (енгл. Siege of Saint-Dizier), француске тврђаве у Шампањи, била је део италијанског рата (1542-1546).

## Позадина
Сен Дизје је главно место департмана Горња Марна у Француској, на ушћу реке Орнела у Марну, у Шампањи. Тврђава Сен Дизје потиче из доба Римљана, а већ 1228. град је добио повељу самоуправе. У стогодишњем рату (1337-1453) био је под окупацијом Енглеза.

## Битка
У италијанском рату (1542-1544), браниоци опсађене тврђаве (2.000 људи) под командом грофа од Сансера (фр. Comte de Sancerre) и господара Лаланда (фр. Sieur de Lalande) пружили су 1544. двомесечни отпор далеко надмоћнијим трупама (наводно 100.000 људи) немачког цара Карла V. Тврђава је освојена на превару тек пошто су противници кривотворили наређење за њену капитулацију.